# Sbor dobrovolných hasičů

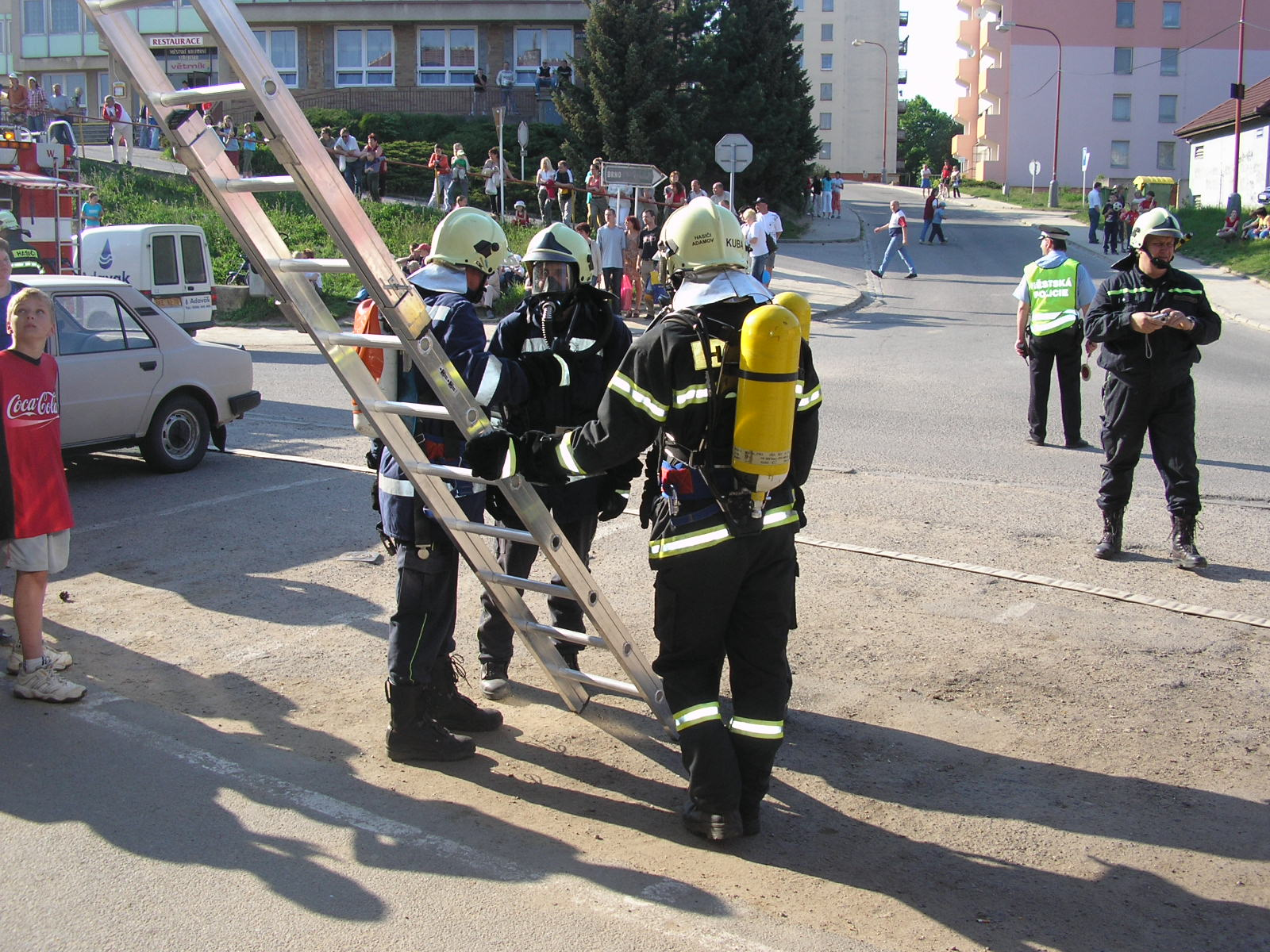
Cvičení dobrovolných hasičů v Adamově

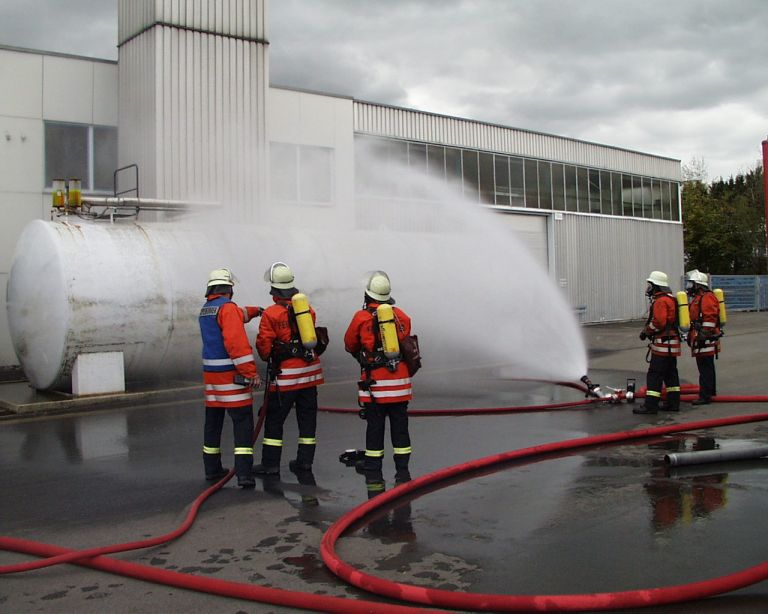
Dobrovolní hasiči v Německu

Sbor dobrovolných hasičů (SDH) je obecné označení dobrovolnického hasičského sboru a zároveň součást názvu většiny konkrétních dobrovolných hasičských sborů.
V mnoha zemích dobrovolní hasiči doplňují činnost profesionálních hasičských sborů a činnost hasičských útvarů průmyslových a podobných firem. V Česku zasahuje u mimořádných událostí Hasičský záchranný sbor České republiky, a jednotky požární ochrany zařazené do plošného pokrytí kraje jednotkami požární ochrany. V tomto sousloví se skrývají hasičské záchranné sbory podniků (HZSP), jednotky sboru dobrovolných hasičů (JSDH) a vojenské hasičské jednotky (VHJ). 
Sbory dobrovolných hasičů (SDH) jsou právně samostatné nebo jsou organizačními složkami občanských sdružení (Sdružení hasičů Čech, Moravy a Slezska, Česká hasičská jednota, Moravská hasičská jednota) a bývají jako zájmové organizace působící na úseku požární ochrany a výchovy dětí sponzorovány obcemi nebo kraji a jako subjekty se nepodílejí na zásahových a likvidačních pracích při řešení mimořádných událostí.
Kromě hašení požárů zasahují hasiči včetně dobrovolných obvykle také při povodních, jiných živelních pohromách, ekologických haváriích, pomáhají při dopravních nehodách a jiných mimořádných událostech, poskytují jinou technickou pomoc. Spolupůsobí též při prevenci požárů a prevenci dalších podobných nežádoucích událostí.
Sbory dobrovolných hasičů jsou často i spolkem významným z hlediska společenského života obce, podobně jako Sokol, myslivecké a lidové umělecké sbory, místní fotbalové kluby atd. Soutěže v hasičských dovednostech jsou nyní označovány jako požární sport.

## Dobrovolní hasiči v Česku

### Jednotky sboru dobrovolných hasičů obce/podniku
Z hlediska platné legislativy se rozlišují dvě podobně znějící označení. Sbor dobrovolných hasičů (zkratka SDH) je zapsaným spolkem dle občanského zákoníku a nepodílí se na výjezdové činnosti.
Naproti tomu jednotky sboru dobrovolných hasičů obce nebo podniku (zkratka JSDHO a JSDHP) nemají přímou souvislost se sbory dobrovolných hasičů. JSDH jsou zřizovány obcí nebo podnikem dle zákona o požární ochraně.
Účast v JSDH není nijak podmíněna členstvím v SDH. Sbor dobrovolných hasičů (a další složky SH ČMS) pracuje ve vztahu ke zmíněnému zákonu jako Občanské sdružení působící na úseku požární ochrany. Jeho úkolem je zejména:
- pomoc při vyhledávání členů JSDH

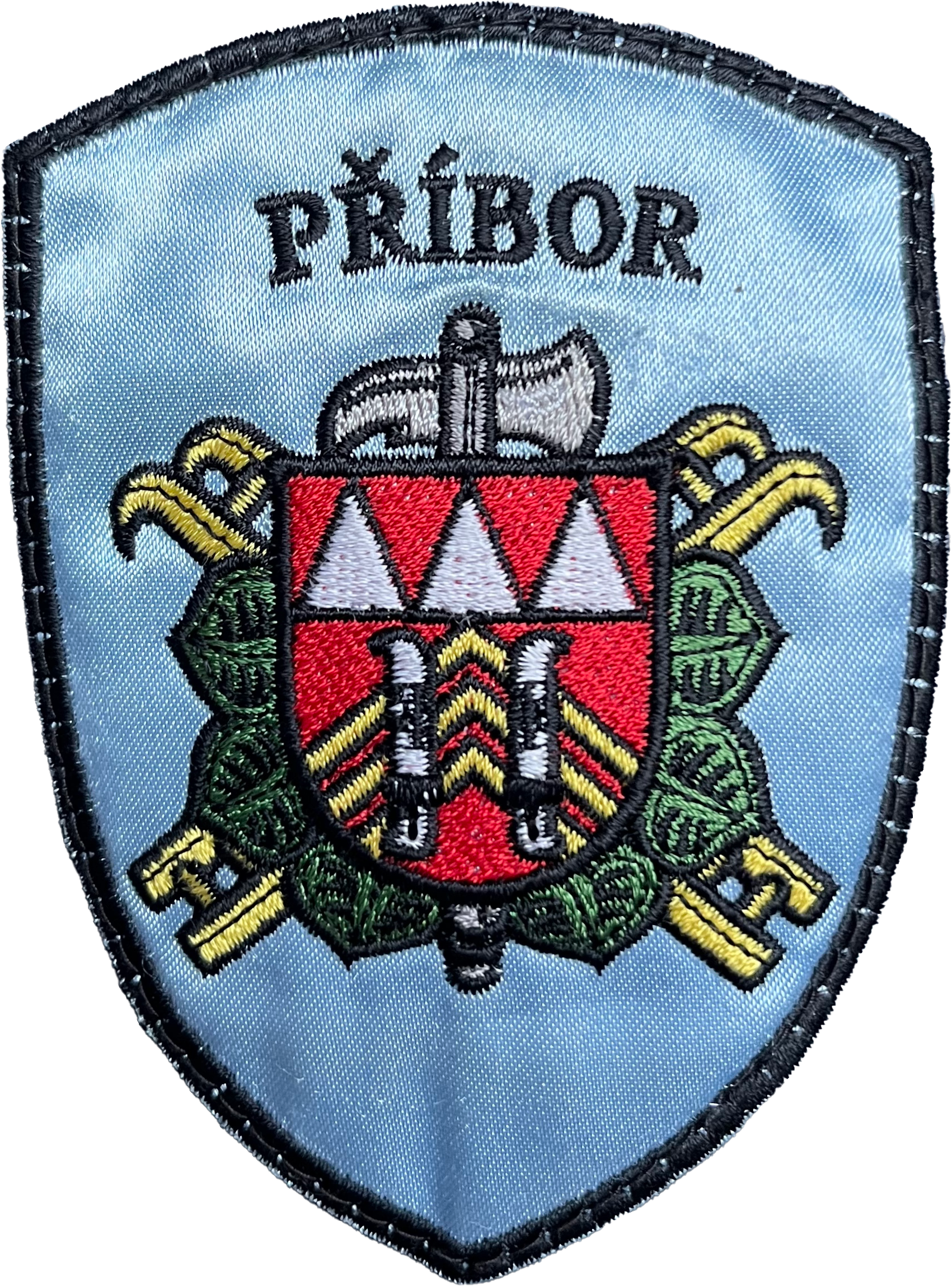
Domovenka JSDH Města Příbor

- podílení se na odborné přípravě členů JSDH
- podílení se na údržbě požární techniky a objektů požární ochrany
- preventivně výchovná činnost
- dokumentace historie požární ochrany a hasičstva
- sportovní činnost součást fyzické přípravy JSDH

### Historie
První sbor dobrovolných hasičů na území Rakouského císařství, jehož součástí bylo i Česko, resp. České království, byl Sbor dobrovolných hasičů Zákupy, vytvořený roku 1850. Tento sbor byl složen převážně z německých občanů Zákup.Podobně jako sbor dobrovolných hasičů v České Kamenici založený v roce 1856.
První ryze české sbory dobrovolných hasičů vznikly ve Velvarech a Plaňanech, na přelomu roku 1863 a 1864.[zdroj?]
Další ryze český sbor dobrovolných hasičů vznikl v Roudnici nad Labem, v roce 1865.[zdroj?] Pětici nejstarších sborů doplňuje Braník a Radhošť.

### Sdružení hasičů Čech, Moravy a Slezska
V Česku dobrovolné hasičské sbory zastřešuje Sdružení hasičů Čech, Moravy a Slezska. Provozuje vlastní web a od roku 1989 vydává čtrnáctideník Hasičské noviny.
Sdružení hasičů ČMS spolupracuje s Folklorním sdružením České republiky, v únoru 2001 spolu tato sdružení uzavřela smlouvy, které je zavazují navzájem propagovat a podporovat svoje akce.
V červnu 2006 sdružení uzavřelo smlouvu s Vysokou školou báňskou – Technickou univerzitou Ostrava o spolupráci v odborné a studijní oblasti, například zadávání témat diplomových prací a exkurze.
SH ČMS provozuje i dvě školy:
- Ústřední hasičská škola v Bílých Poličanech u Dvora Králové nad Labem
- Ústřední hasičská škola v Jánských Koupelích u Opavy

Pod patronací SH ČMS je také Centrum hasičského hnutí v Přibyslavi, což je hasičské muzeum (oproti tomu Hasičské muzeum v Ostravě je zřízeno městem Ostravou a za výrazného přispění pracovníků magistrátní požární inspekce).
Některé sbory dobrovolných hasičů v Čechách zastřešuje Česká hasičská jednota, některé sbory na Moravě a ve Slezsku Moravská hasičská jednota. Tato sdružení jsou zcela samostatná, ačkoli hasiči z těchto sdružení i jejich činnost se nijak neliší od hasičů se Sdružení hasičů ČMS

### Hasičská vzájemná pojišťovna
S tradicí hasičského dobrovolnictví souvisí i Hasičská vzájemná pojišťovna, založená roku 1900 a obnovená roku 1992. Většinu jejích akcií vlastní dobrovolní hasiči. Akcionáři mají akcie na jméno.

### Právní rámec
Sbor dobrovolných hasičů je organizační složkou občanského sdružení s názvem Sdružení hasičů Čech, Moravy a Slezska.

### Seznamy
- Sbory dobrovolných hasičů v Praze
- Sbory dobrovolných hasičů ve Středočeském kraji
- Sbory dobrovolných hasičů v Jihočeském kraji
- Sbory dobrovolných hasičů v Plzeňském kraji
- Sbory dobrovolných hasičů v Karlovarském kraji
- Sbory dobrovolných hasičů v Ústeckém kraji
- Sbory dobrovolných hasičů v Libereckém kraji
- Sbory dobrovolných hasičů v Královéhradeckém kraji
- Sbory dobrovolných hasičů v Pardubickém kraji
- Sbory dobrovolných hasičů v Kraji Vysočina
- Sbory dobrovolných hasičů v Jihomoravském kraji
- Sbory dobrovolných hasičů v Olomouckém kraji
- Sbory dobrovolných hasičů ve Zlínském kraji
- Sbory dobrovolných hasičů v Moravskoslezském kraji